# Hiromi Tsuru
Hiromi Tsuru (jap. 鶴 ひろみ Tsuru Hiromi; ur. 29 marca 1960 w Chitose, zm. 16 listopada 2017 w Tokio) – japońska aktorka głosowa. Podkładała głos m.in. Bulmie w anime Dragon Ball.
Jako aktorka głosowa związana była z agencją Aoni Production.
Została znaleziona martwa w swoim samochodzie 16 listopada 2017 na drodze dużego ruchu w Tokio. Zmarła najprawdopodobniej na rozwarstwienie aorty. Miała 57 lat.

## Wybrana filmografia
- 1982: Arcadia of My Youth jako Mira
- 1982–1983: Albator 84 jako Rebi
- 1982–1983: Chojiku Yosai Macross jako Kim Cabirov
- 1983–1984: Special Armored Battalion Dorvack jako Louise Ovelon
- 1987–1988: Kimagure Orange Road jako Ayukawa Madoka
- 1986–1989: Dragon Ball jako Bulma
- 1989–1996: Dragon Ball Z jako Bulma, Zachodnia Kaioshin i Bra
- 1996–1997: Dragon Ball GT jako Bulma i Bra
- 1989: Dragon Ball Z: Martwa strefa jako Bulma
- 1989: Ranma ½ jako Ukyo Kuonji
- 1992: Uchū no kishi Tekkaman Blade jako Anna White
- 2009–2015: Dragon Ball Kai jako Bulma, Zachodnia Kaioshin i Bra
- 2015–2017: Dragon Ball Super jako Bulma, Tights i Bra